# 艋舺龍津宮
艋舺龍津宮位於台灣台北市萬華區長沙街2段184號，創建於清道光五年（1825年），為主祀福建泉州晉江地區鄉土神順正大王之民間信仰廟宇，該廟宇的組織型態為管理人制。

## 歷史
該廟創建於清道光五年（1825年），由泉州府晉江縣五店市（今泉州晉江市青陽街道）經商者自青陽石鼓廟奉請神尊來台，建廟於艋舺帆寮口（今長沙公園）附近，稱為「王公宮口」。日治時期昭和八年（1933年）因防空理由被拆除。
日本二戰投降，國民政府接管臺灣後，民眾集資重建於環河南街147號，然而民國六十二年（1973年）因臺北市政府推動「萬大計畫」拓寬道路而遷於第二水門之外。民國七十六年（1987年）又配合政府築堤政策第三次拆遷，經過委員、信徒討論後，與同受拆遷的聖德宮福德正神合併，同年於現址破土新建，民國八十二年（1993年）落成。

## 供奉神祇
- 一樓正殿：順正府大王公、大太保、二太保、五王大巡（鎮東五位巡爺）、臨水三奶夫人（順天聖母、順懿夫人、平閩元君）、太陽星君、太陰星君、福德正神、中壇元帥、太歲星君、虎爺
- 二樓前殿：文昌帝君、姜府王爺、薛府千歲
- 二樓後殿（財神殿）：關聖帝君、文財神、武財神、開基順正大王、大太保、二太保

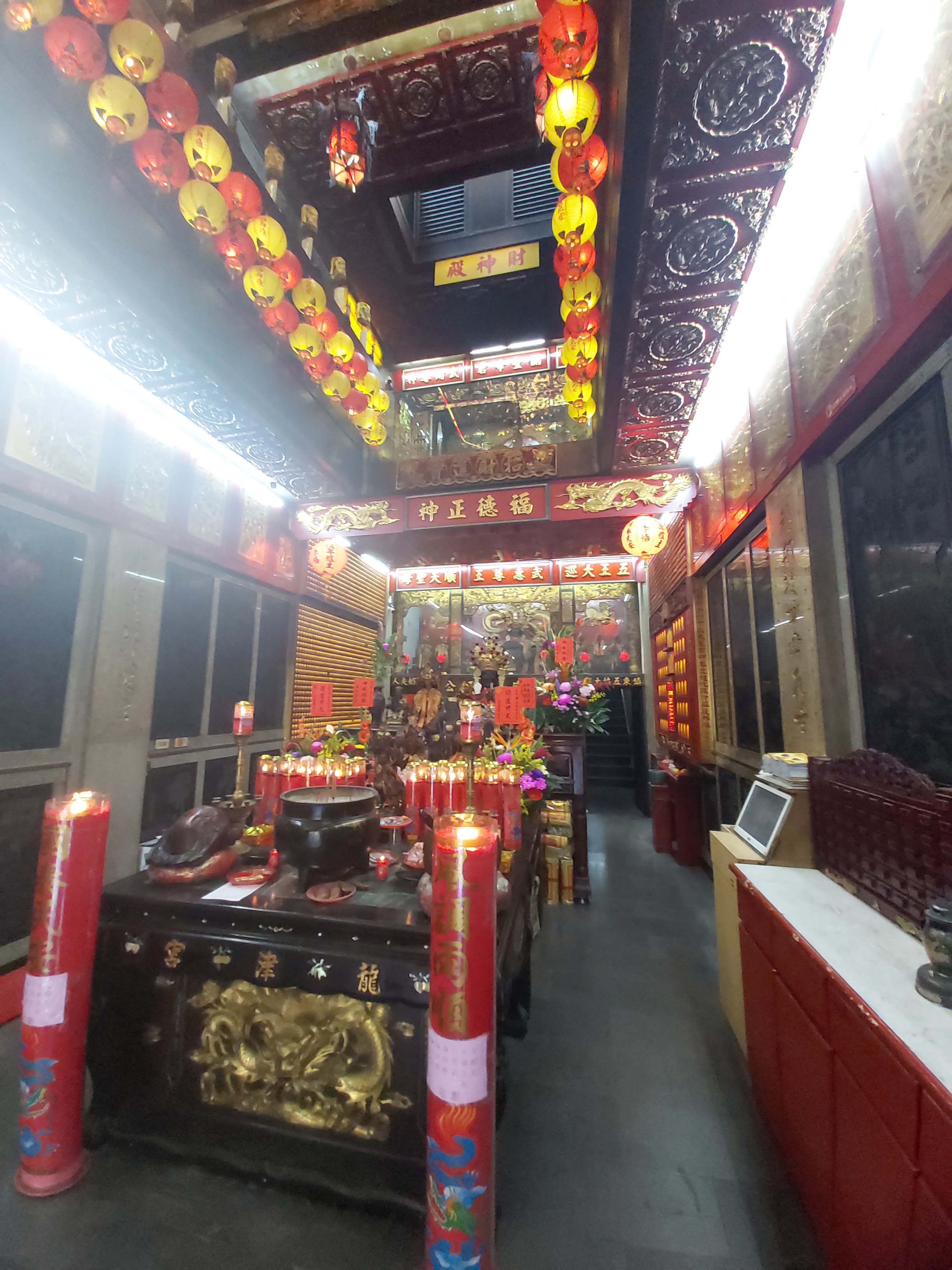
一樓正殿
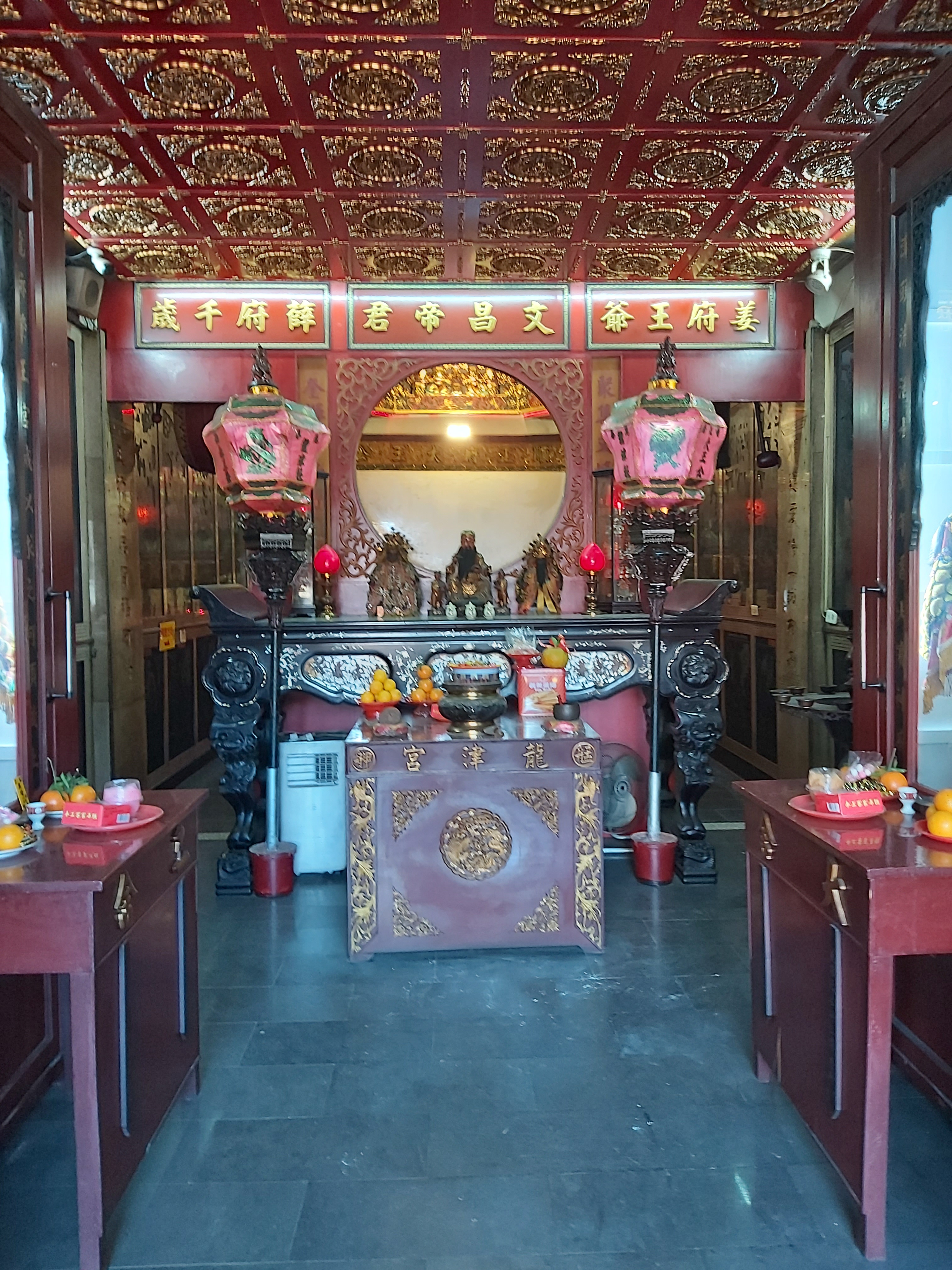
二樓前殿
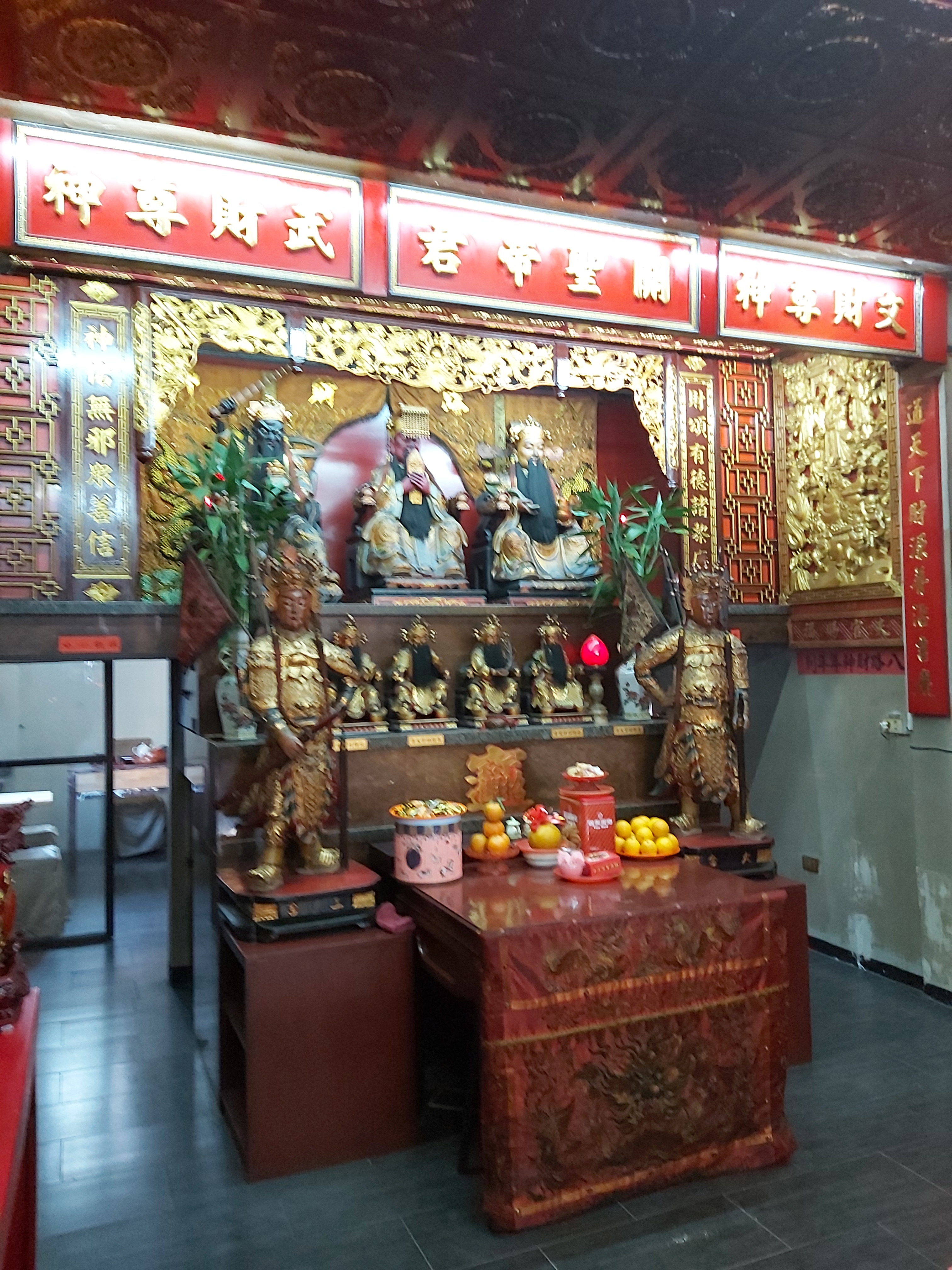
二樓後殿（財神殿）
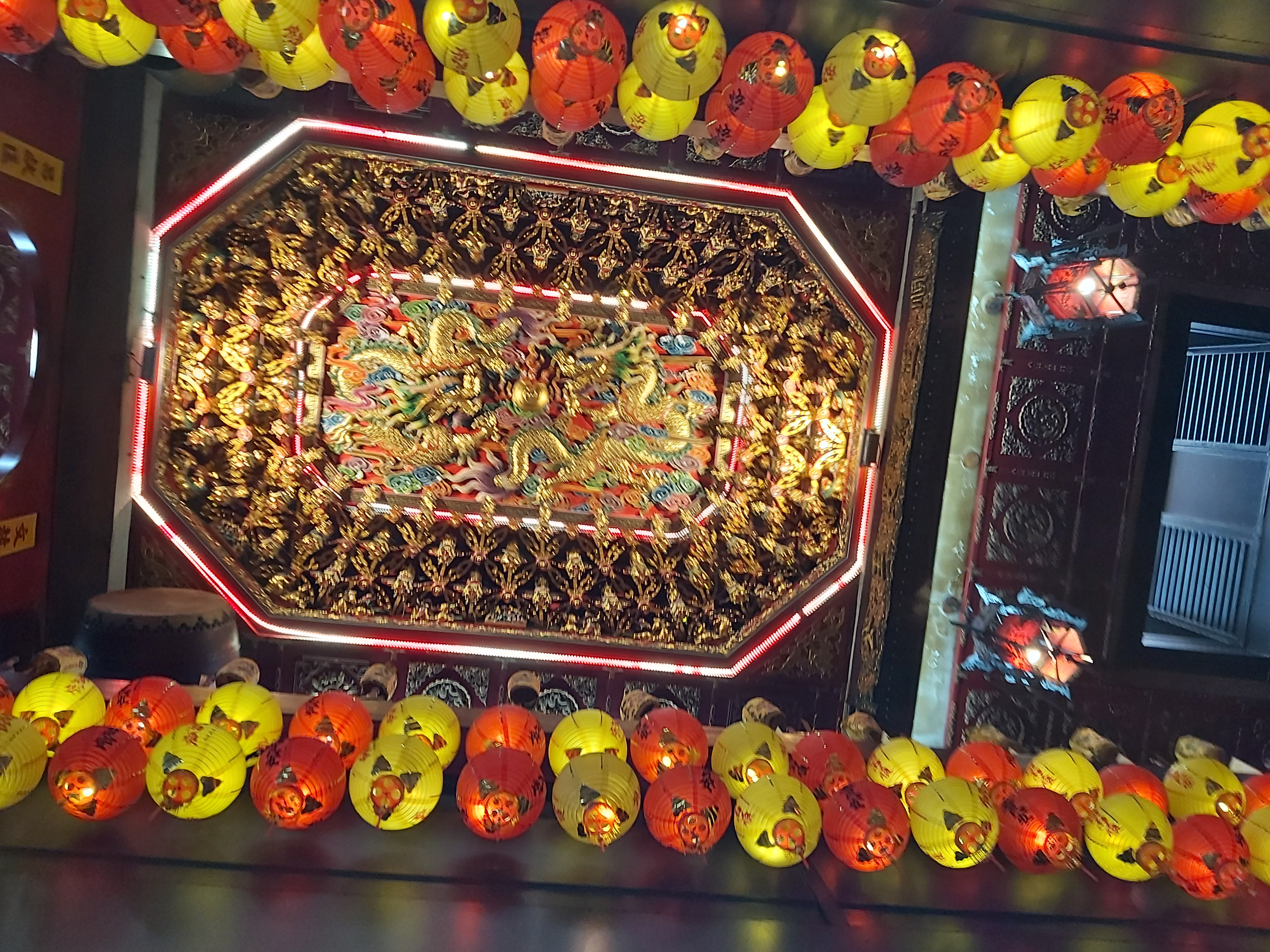
藻井

## 祭典
- 順正王公生辰慶典－農曆九月初五，陣頭繞境並邀請信徒徒參與擲爐主。
- 萬華大拜拜（靈安尊王生辰慶典前夕）－農曆十月二十至廿二，陣頭繞境。
- 福德正神生辰慶典－農曆二月初二頭牙，頌經團祈福。[3]